# Sepp Maier (Heimatdichter)
Josef „Sepp“ Maier (* 16. März 1939 in Bruck an der Mur, Steiermark) ist ein steirischer Heimatdichter und Humorist.

## Leben
Josef Maier wuchs im Zlattengraben in Pernegg an der Mur als Sohn des Arbeiters Josef Maier und dessen Ehefrau Wilhelmine auf. Er erlernte zunächst den Beruf eines Maurers. 1978 wurde er Briefträger, weil er sich durch den Kontakt mit den Menschen seiner Heimatgemeinde Inspiration für sein dichterisches Schaffen versprach. 1961 heiratete er Hemma Schmidt. Aus der Ehe gingen Tochter Barbara und Sohn Wolfgang hervor.

## Literarische Tätigkeit
Sepp Maier bezieht in seinen Gedichten mit der Facette „mittleres Murtal“ der steirischen Mundart vor allem Stellung zur Alltagswirklichkeit. Zunächst brachte er fünf Heftchen mit Mundartgedichten und drei in Schriftsprache im Eigenverlag heraus. Drei Anthologien schuf er gemeinsam mit Hofrat Adler, vier Anthologien gemeinsam mit Hans Prassl, weitere drei mit Mundartgedichten von Maier veröffentlichte der Bund steirischer Heimatdichter. Drei Bücher sind im Verlag für Sammler, der später im Leopold Stocker Verlag aufging, in Graz erschienen. Darüber hinaus veröffentlicht Maier  im Kapfenberger Reibeisen.

## Werke
- Die Frau Semperl, die Frau Suderl und die Keppelthres. Obersteirische Druckerei, Leoben 1981
- Liebes - tränen. lieder träume, sehnen, freuden, kummer leiden, schmerz. Langenwang, Kurz 1986
- Des wa jo glocht. Lustige Gedichte in steirischer Mundart. Lueger, Pernegg 1995
- Was mia im gaunzn Joahr zan feiern hobm. Ein Vorlesebuch mit Gedichten und Geschichten in steirischer Mundart. Hrsg. von Alois Adler und Sepp Maier. Verlag für Sammler, Graz 1997, ISBN 3-85365-152-6 (2. Auflage 2001)
- Lustig durchs Lebm. Gedichte in steirischer Mundart. Verlag für Sammler, Graz 1998, ISBN 3-85365-157-7
- Hiatz wird nur nou g'locht. Gedichte in steirischer Mundart. Verlag für Sammler, Graz 2000, ISBN 3-85365-179-8
- Auf Weihnochtn zuwi. Eine Auslese aus Sepp Maiers Advent- und Weihnachtsgedichten. Eigenverlag, Pernegg 2002

## Auszeichnungen
- 1999: Dr.-Karl-Panzenbeck-Gedächtnispreis
- 2005: Goldenes Ehrenzeichen des Landes Steiermark
- 2010: Ehrenring der Gemeinde Pernegg an der Mur